# Mayor José de Jesús Martinez
Mayor José de Jesús Martinez, il cui nome viene spesso abbreviato in Mayor Martinez, è un centro abitato del Paraguay; si trova nel dipartimento di Ñeembucú, di cui forma uno dei 16 distretti. 

## Popolazione
Al censimento del 2002 la località contava una popolazione urbana di 886 abitanti (3.904 nel distretto).

## Caratteristiche
Anteriormente chiamato Pedro González, il centro abitato ha adottato il suo attuale nome in onore ad un ufficiale nativo del luogo che si distinse durante la Guerra della triplice alleanza. 
Mayor Martinez si trova nella parte meridionale del dipartimento, circondata da zone umide frequentemente alluvionate; è raggiungibile dal capoluogo dipartimentale Pilar solo attraverso una lunga strada sterrata. Il suo isolamento ne ha frenato lo sviluppo alimentando il flusso migratorio verso l'Argentina e le zone più sviluppate del Paraguay.

## Economia
La popolazione si dedica principalmente all'allevamento, all'agricoltura e alla pesca.